# 惠阳崇雅中学
崇雅中学位于惠州市惠阳区淡水街道崇雅路3号。其前身是清朝监察御史、鸿胪寺正卿的邓承修先生于1889年创办的崇雅书院（又称崇雅中学老校区），是公办初中学校。2002年9月，崇雅中学新校区建成开学，分别为“崇雅实验学校”（初中部）、“崇雅中学”（高中部），按公办民助体制办学。2015年5月，为方便管理，“崇雅实验学校（初中部）”与“崇雅中学（高中部）”合并为“崇雅实验学校”。体制转为民办。2022年，应政策要求，崇雅实验学校更名为泰雅实验学校。
崇雅中学是北伐名将叶挺将军、国民革命先驱邓演达的母校，有“革命摇篮”的美誉。
崇雅中学（高中部）于2003年底被评为广东省一级学校，2006年4月通过国家级示范性高中初期验收，2007年3月通过终评，成为珠三角及粤东地区第一所国家级示范性高中和省普通高中教学水平优秀学校。同时也是广东省百年老校之一，是惠州市历史最悠久的学校之一。

## 历史
崇雅中学由曾任职清朝监察御史、鸿胪寺正卿的邓承修在1889年创办，时名崇雅学院，是位于淡水的一个小学堂。1927年开办初中，1949年增设高中。2002年，崇雅中学与惠阳行成科技教育有限公司合作，异地新建崇雅中学新校区作为该校的高中部，原校址改作为崇雅中学初中部。2003年底被评为广东省一级学校，2007年3月正式成为中国国家级示范性高中。

## 历年校名
- 崇雅书院：1889年5月－1898年12月
- 崇雅学堂：1899年1月－1912年2月
- 惠阳县第二区私立小学：1912年3月－1914年12月
- 崇雅两等小学：1915年1月－1927年1月
- 惠阳私立崇雅初级中学：1927年2月－1949年8月
- 惠阳崇雅中学：1949年9月－1953年10月
- 惠阳第四中学：1953年10月－1956年9月
- 惠阳淡水中学：1961年9月－1961年8月
- 惠阳崇雅中学：1961年9月－1966年7月
- 东方红中学：1966年8月－1973年2月
- 淡水中学：1973年3月－1978年2月
- 崇雅中学：1978年3月－2022年
- 泰雅实验学校：2022年至今

## 学校规模

### 崇雅中学
学校占地80000平方米，其中包括一栋办公楼，四栋教学楼，两栋学生宿舍楼，四栋教工宿舍楼四个篮球场、两个排球场和一个400米标准跑道。

### 崇雅实验学校（泰雅实验学校）
高中部占地27万平方米，其中建筑面积达12.32平方米，绿化面积9.8万平方米。

## 校歌
崇雅中学校歌由张孟传作词，黄自作曲。

## 历任校长
- 邓承修（1889年）
- 邓镜人（1889年）
- 欧居甲（1906年）
- 李伟吾（1908年）
- 黄心泉、赖寿明（1911年）
- 杨果庵（1912年）
- 黄仪吉（1922年）
- 杨淑庄（1924年）
- 周仁善、周宝善（1926年）
- 刘子陶（1927年）
- 巫素贞（1928年）
- 邓鸿芹（1931年）
- 彭元藻（1932年）
- 孙城曾（1933年）
- 张诚（1935年）
- 廖逊莪（1936年）
- 刘其佐（1937年）
- 周宝善（1940年）
- 司徒汉贤（1942年）
- 巫素贞（1943年）
- 邓怀汉（1944年）
- 高占踪（1945年）
- 李玉琪（1946年9月－1947年8月）
- 王少蕃（1947年9月－1948年2月）
- 张公照（1948年3月－1949年2月）
- 廖其恭（1949年3月－1950年7月）
- 朱快明（1950年8月－1951年6月）
- 吴朝惠（1951年7月－1952年4月）
- 郑沛和（1952年5月－1954年8月）
- 潘易（1954年9月－1957年8月）
- 黄立诚（1957年9月－1960年8月）
- 黄宏胤（1960年9月－1961年2月）
- 张冠中（1961年3月－1962年8月）
- 廖红安（1962年9月－1968年3月）
- 周春华（革委会主任，1968年4月－1971年8月）
- 罗家驹（1971年9月－1978年7月）
- 张冰（1978年8月－1982年7月）
- 陈奇光（1982年8月－1985年2月）
- 胡垣彬（1985年3月－1989年7月）
- 陈晓（1989年8月－1993年7月）
- 卢柏容（1993年8月－2003年8月）
- 傅新来（2003年9月－2004年7月）
- 张遵流（2004年8月至今）

## 著名校友
- 叶挺
- 邓演达
- 邓仲元
- 郑怀昌
- 郑仕良